# Полігон (селище)
Поліго́н — селище в Україні, у Шевченківській сільській громаді Миколаївського району Миколаївської області. Населення становить близько 2750 осіб. Науково-аграрний центр Миколаївської області.

## Історія
Під час перебування території під владою Османської імперії тут було збудовано турецький полігон, що згодом і дав назву селищу (засноване у 1921 році). З 2017 року входить до складу Шевченківської сільської громади. У 2020 році в результаті адміністративно-територіальної реформи селище разом з усією ТГ перейшло до складу до новоутвореного Миколаївського району Миколаївської області.

## Населення
Згідно з переписом УРСР 1989 року чисельність наявного населення селища становила 2526 осіб, з яких 1202 чоловіки та 1324 жінки.
За переписом населення України 2001 року в селищі мешкали 2204 особи.

### Мова
Розподіл населення за рідною мовою за даними перепису 2001 року:
| Мова       | Відсоток |
| ---------- | -------- |
| українська | 79,29 %  |
| російська  | 20,35 %  |
| білоруська | 0,09 %   |
| гагаузька  | 0,09 %   |
| молдовська | 0,05 %   |

## Інфраструктура
- Миколаївська державна сільськогосподарська дослідна станція Інституту зрошуваного землеробства НААН України
- Миколаївська філія державної установи «Інститут охорони ґрунтів України» Міністерства аграрної політики та продовольства України
- Державне підприємство "Дослідне господарство «Еліта» НААН України
- ТОВ "Миколаївський насіннєвий завод «Насінпром»
- ТОВ НВА «Землеробець»
- інші підприємства сільськогосподарського напрямку недержавної форми власності.

У селищі працюють загальноосвітня школа, дошкільний навчальний заклад, музична школа, лікарська амбулаторія, будинок культури, бібліотека, поштове відділення, ТОВ «Нова пошта», АТС, житлово-комунальне підприємство, об'єкти торгівлі, перукарня.

### Транспорт
Селище Полігон розташоване поблизу європейського автошляху E58, неподалік проходить також траса національного значення Н11. Транспортне сполучення селища з Миколаєвом здійснюється щогодини рейсовими автобусами маршруту № 129 «Автовокзал Миколаїв — Полігон», а також приміськими поїздами Миколаїв—Долинська та Миколаїв—Тимкове до залізничної платформи Дослідна. Відстань до обласного центру — 7 км.
Станом на 2021 рік з двох офіційних в'їздів тільки один — з міста Миколаїв — відповідає нормативам, тоді як інший, що сполучає с. Полігон з с. Водник знаходиться в катастрофічному стані.
Екологічна ситуація
На території селища відсутні природні і штучні водні об'єкти, парки або сквери. За селищем несанкціоноване смітєзвалище. Тваринницькі комплекси зруйновані.